# جورنال دو برازيل
جورنال دو برازيل أو بالعربية جريدة البرازيل، نشأ جريدة جورنال دو برازيل في 1891 على يدي ريدولفو دي سوزا دانتاس في مدينية ريو دي جانيرو.

## نبذة تاريخية
لقد تأسست من قبل أنصار النظام الملكي السابق المخلوع مؤخرا ولبس وجهات النظر المحافظة في العقود في وقت مبكر. في وقت لاحق، بعد إعادة الهيكلة التي تقوم على عمق في الخمسينات، أصبحت من صحيفة يسار الوسط من الطبقة المتوسطة.
كثير من الكتاب والصحفيين البرازيلي المهمين عملوا في نهاية المطاف لجورنال دو برازيل، وخصوصا بعد انقلاب 1964 وإغلاق بعض الصحف اليسارية، مثل هورا وCorreio محتها دا. جورنال دو برازيل كان مقاوم مهما من الديكتاتورية، مما يشكل تحديا في كثير من الأحيان عن طريق الاستعاضة عن رقابة أخبار الرقابة بأخبار وصفات الكعك، وأكاذيب سافرة أو المقالات المستمر منذ عقود.
في عام 1992 أنها نشرت الصورة على اللب من هنري كيسنجر على الصفحة الأولى. أرسل محامي كيسنجر في التوقف والكف رسالة تهديد بمقاضاة عليها إذا كانت تباع في الصورة. ورفضت الصحيفة واحدة من المشترين هي وكالة إعلانات Woolward وشركاه الذين استخدموه في الإعلان عن أجهزة الحاسوب. وهددت أيضا Woolward وشركاه مع الإجراءات القانونية. كما تم استخدام الصورة في بابل واشنطن 1996 كتاب الكسندر كوكبرن وكين سيلفرشتاين.
وكان جي بي أول صحيفة برازيلية أن يكون لها طبعة الإلكترونية التي تضمنت نشر قوات الدفاع الشعبي جزئية. في عام 2002، تم بيعه لرجل الأعمال الذي نيلسون Tanure إعادة تشكيله مرة أخرى. فإنه لا يزال يحتفظ اليسار قليلا الجناحين المواقف، مقارنة مع منافستها الرئيسية، أو جلوبو.
هي صورة جي بي في جائزة الأوسكار الذي رشح الفيلم سيداد دي ديوس، والصحيفة حيث الشخصية الرئيسية، BuscaPé، ويبدأ العمل كمصور. ومن المقرر أن الفيلم في ريو دي جانيرو خلال 1980s، 1960s، العصر الذهبي لهذه الورقة، فقد بدأت قبل فترة طويلة من تدهور.

## وصلات خارجية
- الصفحة الرئيسية